# Eubazus sochiensis
Eubazus sochiensis är en stekelart som beskrevs av Vladimir Ivanovich Tobias 1976. Eubazus sochiensis ingår i släktet Eubazus och familjen bracksteklar. Inga underarter finns listade i Catalogue of Life.